# Cosenza
Cosenza este un oraș în regiunea Calabria, în Italia.

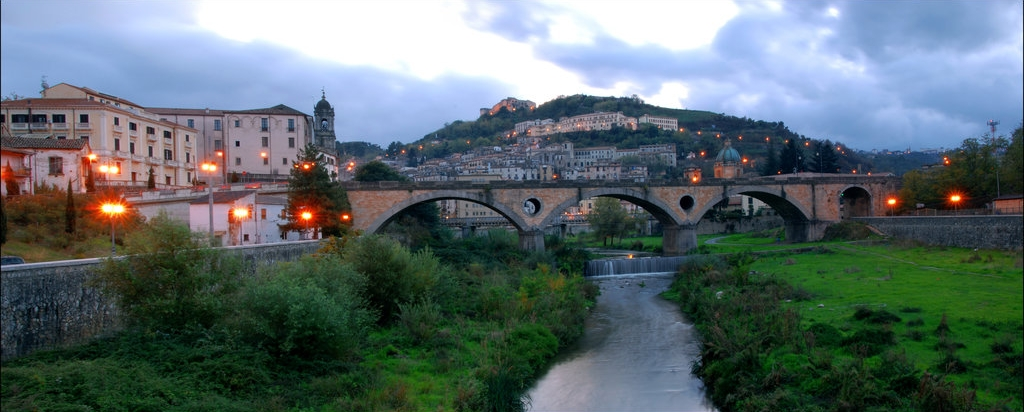
Cosenza, fluviul Crati

## Personalități
- Alaric I, rege al vizigoților
- Bernardino Telesio, filosof
- Isabella Jaimez, prințesa aragonez

## Demografie
Cosenza - evoluția demografică

|  | Graficele sunt indisponibile din cauza unor probleme tehnice. Mai multe informații se găsesc la Phabricator și la wiki-ul MediaWiki. |

Date: Recensăminte sau birourile de statistică - grafică realizată de Wikipedia